# Квіти календули
«Квіти календули» (рос. «Цветы календулы») — російський художній фільм, поставлений Сергієм Снєжкіним за оригінальним сценарієм, написаним ним спільно з Михайлом Ковальчуком («День ангела», «Духів день», «Час печалі ще не прийшов»). Прем'єра фільму відбулася на телеканалі «Росія» 17 лютого 2000 року. У кінопрокат не виходив, видавався обмеженим тиражем на відеокасетах.

## Зміст
Настали нові часи і родина відомого письменника після його смерті вимушена продати будинок новим господарям життя. Між домочадцями напружені стосунки через незліченні образи один на одного. Покупці виявляються мимоволі втягнутими у місцевий вир подій.

## Цікаві факти
Вигаданий класичний номенклатурний радянський поет Георгій Платонович Протасов — збірний персонаж, у фільмі ж звучать цитати з реальних творів радянських поетів. Зокрема використані пісні Марка Фрадкіна та Оскара Фельцмана на вірші Євгенія Долматовського «Вінок Дунаю» та «За фабричною заставою» («Інсталяція та перфоманс за мотивами пісенної творчості Георгія Платоновича Протасова»), а також уривок з поеми Миколи Тихонова «Самі».

## Премії та призи
- Гран-прі та приз за найкращу акторську роботу (ансамбль акторів: Ера Зіганшина, Марина Солопченко, Ксенія Раппопорт, Юлія Шарикова, Герман Орлов, Сергій Донцов, Микола Лавров, Олександр Тютрюмов, Любов Малиновська) на Фестивалі російського кіно «Вікно в Європу» (Виборг, 1998 рік).
- Приз Кіноакадемії «Ніка-98» в категоріях: «Найкраща робота художника» і «Найкраща робота художника по костюмах».

## Ролі
- Любов Малиновська — Інеса Йосипівна Протасова
- Ера Зіганшина — Серафима Георгіївна Протасова
- Марина Солопченко — Анна
- Ксенія Раппопорт — Олена
- Юлія Шарикова — Маша
- Герман Орлов — Біллі Бонс
- Сергій Донцов — Микола
- Микола Лавров — Володимир Русецький
- Олександр Тютрюмов — Олексій Джигурда